# 第38回全国高等学校バレーボール選抜優勝大会
第38回全国高等学校バレーボール選抜優勝大会（だい38かいぜんこくこうとうがっこうバレーボールせんばつゆうしょうたいかい）は、2007年3月19日（月曜）から3月25日（日曜）まで7日間にわたってさいたまスーパーアリーナで行われた全国高等学校バレーボール選抜優勝大会である。

## 概要
- 全国大会会場の代々木第一体育館がアスベスト除去工事のため、今年度のみさいたまスーパーアリーナを主会場にした。それに伴い、埼玉代表校は開催地枠により従来の1校から2校に増える(男子は深谷高校の前回優勝枠で実質3校)。また、東京都代表校は従来の3校のまま維持され、出場校は過去最多の男女54校ずつ計108校となった。
- 組み合わせも東京都大会優勝校(東京都第1代表校)が第5シード校となるが、今大会のみ埼玉県大会優勝校(埼玉県第1代表校)が第5シードとして配置された。
- 今大会は来年の彩夏到来08埼玉総体のリハーサル大会を兼ねて行われた。
- 2008年の第39回から代々木第一体育館に戻り、出場校も男女53校ずつ計106校に戻る。

### 日程
- 3月19日 - 開会式・1回戦
- 3月20日 - 1回戦・2回戦
- 3月21日 - 2回戦
- 3月22日 - 3回戦
- 3月23日 - 準々決勝
- 3月24日 - 準決勝
- 3月25日 - 決勝戦・閉会式

- 今大会は都合の関係上、例年より1日繰上げて行われた。

## 出場校

### 男子
- 前年度優勝 深谷（3年連続25回目・埼玉）

北海道・東北
- 北北海道代表 白樺学園（2年連続6回目）
- 南北海道代表 とわの森三愛（2年ぶり3回目）
- 青森県代表 弘前工業（3年ぶり32回目）
- 岩手県代表 盛岡南（5年連続14回目）
- 宮城県代表 東北（8年連続23回目）
- 秋田県代表 雄物川（13年連続13回目）
- 山形県代表 日大山形（10年ぶり9回目）
- 福島県代表 相馬（3年ぶり15回目）

関東
- 茨城県代表 土浦日大（5年ぶり6回目）
- 栃木県代表 足利工大附属（21年連続26回目）
- 群馬県代表 伊勢崎（2年ぶり6回目）
- 埼玉県代表Ⅰ 春日部共栄（初出場）
- 埼玉開催地 伊奈学園総合（2年連続3回目）
- 千葉県代表 習志野（4年ぶり14回目）
- 東京都代表Ⅰ 東亜学園（3年連続23回目）
- 東京都代表Ⅱ 駿台学園（2年連続5回目）
- 東京都代表Ⅲ 早稲田実業（29年ぶり4回目）
- 神奈川県代表Ⅰ 市立橘（10年連続12回目）
- 神奈川県代表Ⅱ 城山（初出場）
- 山梨県代表 日本航空（5年連続5回目）

東海・北信越
- 新潟県代表 東京学館新潟（3年ぶり5回目）
- 長野県代表 丸子実業（3年ぶり2回目）
- 富山県代表 高岡第一（3年ぶり13回目）
- 石川県代表 石川工業（2年ぶり13回目）
- 福井県代表 福井（2年連続19回目）
- 静岡県代表 清水商業（6年ぶり5回目）
- 愛知県代表 星城（6年連続6回目）
- 岐阜県代表 関商工（2年連続5回目）
- 三重県代表 松阪工業（3年ぶり17回目）

近畿
- 滋賀県代表 近江（9年連続21回目）
- 京都府代表 洛南（3年ぶり10回目）
- 大阪府代表Ⅰ 清風（3年ぶり8回目）
- 大阪府代表Ⅱ 履正社（2年ぶり7回目）
- 兵庫県代表 市立尼崎（7年連続11回目）
- 奈良県代表 添上（3年連続20回目）
- 和歌山県代表 開智（13年連続13回目）

中国
- 鳥取県代表 鳥取工業（4年連続12回目）
- 島根県代表 安来（5年連続9回目）
- 岡山県代表 金光学園（2年連続4回目）
- 広島県代表 崇徳（5年連続27回目）
- 山口県代表 宇部商業（2年ぶり32回目）

四国
- 徳島県代表 阿南工業（2年連続4回目）
- 香川県代表 高松工芸（4年連続14回目）
- 愛媛県代表 松山工業（3年連続18回目）
- 高知県代表 高知商業（3年ぶり13回目）

九州
- 福岡県代表 福岡大大濠（3年ぶり5回目）
- 佐賀県代表 佐賀商業（2年ぶり22回目）
- 長崎県代表 鎮西学院（初出場）
- 熊本県代表 鎮西（2年連続26回目）
- 大分県代表 大分工業（2年連続15回目）
- 宮崎県代表 日向学院（2年連続2回目）
- 鹿児島県代表 鹿児島商業（4年連続13回目）
- 沖縄県代表 西原（2年連続16回目）

### 女子
- 前年度優勝 東九州龍谷（18年連続23回目・大分）

北海道・東北
- 北北海道代表 帯広南商業（2年連続2回目）
- 南北海道代表 札幌大谷（3年連続8回目）
- 青森県代表 弘前学院聖愛（2年連続5回目）
- 岩手県代表 盛岡女子（8年連続12回目）
- 宮城県代表 古川学園（14年連続29回目）
- 秋田県代表 聖霊女子短大附（5年連続12回目）
- 山形県代表 米沢中央（4年連続4回目）
- 福島県代表 相馬東（3年ぶり5回目）

関東
- 茨城県代表 大成女子（5年連続14回目）
- 栃木県代表 文星女子（2年連続10回目）
- 群馬県代表 高崎商科大附（2年ぶり5回目）
- 埼玉県代表Ⅰ 細田学園（3年ぶり3回目）
- 埼玉開催地 市立川越（2年ぶり21回目）
- 千葉県代表 市立柏（3年ぶり3回目）
- 東京都代表Ⅰ 八王子実践（4年連続32回目）
- 東京都代表Ⅱ 下北沢成徳（3年ぶり11回目）
- 東京都代表Ⅲ 共栄学園（6年連続19回目）
- 神奈川県代表Ⅰ 市立橘（8年連続12回目）
- 神奈川県代表Ⅱ 大和南（3年連続6回目）
- 山梨県代表 日本航空（4年連続4回目）

東海・北信越
- 新潟県代表 新発田商業（3年ぶり6回目）
- 長野県代表 東海大三（3年ぶり5回目）
- 富山県代表 富山第一（3年ぶり3回目）
- 石川県代表 金沢商業（5年連続26回目）
- 福井県代表 福井商業（2年ぶり6回目）
- 静岡県代表 浜北西（3年ぶり6回目）
- 愛知県代表 豊橋中央（2年ぶり5回目）
- 岐阜県代表 大垣養老（6年ぶり6回目）
- 三重県代表 津商業（6年連続7回目）

近畿
- 滋賀県代表 近江（2年連続12回目）
- 京都府代表 京都橘（10年連続10回目）
- 大阪府代表Ⅰ 大阪国際滝井（2年連続16回目）
- 大阪府代表Ⅱ 四天王寺（2年ぶり18回目）
- 兵庫県代表 氷上（3年ぶり21回目）
- 奈良県代表 奈良女子（4年連続13回目）
- 和歌山県代表 和歌山信愛女子短大附（2年連続22回目）

中国
- 鳥取県代表 米子松蔭（初出場）
- 島根県代表 開星（2年ぶり7回目）
- 岡山県代表 就実（4年連続33回目）
- 広島県代表 安田女子（5年ぶり21回目）
- 山口県代表 誠英（14年連続24回目）

四国
- 徳島県代表 城南（4年連続7回目）
- 香川県代表 高松商業（2年連続2回目）
- 愛媛県代表 聖カタリナ女子（15年連続28回目）
- 高知県代表 高知中央（初出場）

九州
- 福岡県代表 西日本短大附（初出場）
- 佐賀県代表 佐賀北（2年ぶり14回目）
- 長崎県代表 九州文化学園（12年連続22回目）
- 熊本県代表 熊本信愛女子（20年連続20回目）
- 大分県代表 臼杵（33年ぶり2回目）
- 宮崎県代表 都城商業（2年ぶり4回目）
- 鹿児島県代表 鹿屋中央（3年連続3回目）
- 沖縄県代表 中部商業（5年連続20回目）

### シード校
男子
- 第1シード校 深谷
- 第2シード校 東北
- 第3シード校 市立橘
- 第4シード校 崇徳
- 第5シード校 春日部共栄

女子
- 第1シード校 東九州龍谷
- 第2シード校 鹿屋中央
- 第3シード校 大阪国際滝井
- 第4シード校 京都橘
- 第5シード校 細田学園

## 試合結果

### 男子
1回戦
- 伊勢崎 2－0 日大山形
- 安来 2－1 松坂工業
- 開智 2－0 相馬
- 日本航空 2－0 添上
- 東亜学園 2－0 弘前工業
- 東京学館新潟 2－0 白樺学園
- 日向学院 2－0 土浦日大
- 鎮西 2－1 阿南工業
- 習志野 2－0 高知商業
- 足利工大附 2－0 福井工大福井
- 洛南 2－0 高岡第一

- 宇部商業 2－0 駿台学園
- 福岡大大濠 2－1 石川工業
- 星城 2－0 近江
- 鹿児島商業 2－0 伊奈学園総合
- 鎮西学院 2－1 伊勢崎
- 関商工 2－0 早稲田実業
- 大分工業 2－0 高松工芸
- 金光学園 2－0 西原
- 市立尼崎 2－1 松山工業
- 丸子実業 2－0 城山
- 雄物川 2－0 鳥取工業

2回戦            
- 清風 2－0 盛岡南
- 習志野 2－0 崇徳
- とわの森三愛 2－1 足利工大附
- 丸子実業 2－0 佐賀商業
- 福岡大大濠 2－0 清風
- 鎮西 2－0 日本航空
- 東京学館新潟 2－0 日向学院
- 市立橘 2－0 安来

- 雄物川 2－0 深谷
- 東北 2－0 宇部商業
- 開智 2－0 春日部共栄
- 洛南 2－1 清水商業
- 東亜学園 2－0 履正社
- 市立尼崎 2－1 鹿児島商業
- 関商工 2－0 金光学園
- 星城 2－1 大分工業

3回戦
- 関商工 2－1 開智
- 鎮西 2－0 とわの森三愛
- 福岡大学大濠 2－0 市立橘
- 東亜学園 2－0 丸子実業

- 東北 2－0 市立尼崎
- 雄物川 2－0 星城
- 東京学館新潟 2－0 習志野
- 鎮西学院 2－0 洛南

準々決勝
- 東亜学園 2－1 雄物川
- 東京学館新潟 2－1 関商工

- 東北 2－0 鎮西学院
- 鎮西 2－0 福岡大学大濠

準決勝
- 東亜学園 3－1 東京学館新潟
- 鎮西 3－0 東北

決勝
- 東亜学園 3－0 鎮西

### 女子
1回戦
- 臼杵 2－0 和歌山信愛女短大附
- 高崎商科大附 2－0 近江
- 八王子実践 2－0 東海大三
- 共栄学園 2－0 浜北西
- 四天王寺 2－0 宇都宮文星女子
- 札幌大谷 2－1 大成女子
- 氷上 2－0 大垣養老
- 中部商業 2－0 奈良女子
- 古川学園 2－0 津商業
- 開星 2－1 高松商業
- 大和南 2－0 聖霊女短大附

- 西日本短大附 2－0 米子松蔭
- 熊本信愛女学院 2－1 下北沢成徳
- 市立橘 2－0 米沢中央
- 誠英 2－0 富山第一
- 豊橋中央 2－0 市立柏
- 安田女子 2－0 弘前学院聖愛
- 聖カタリナ女子 2－1 福井商業
- 東九州龍谷 2－0 開星
- 共栄学園 2－1 京都橘
- 城南 2－0 就実
- 都城商業 2－0 帯広南商業

2回戦
- 鹿屋中央 2－0 氷上
- 市立川越 2－0 新発田
- 金沢商業 2－0 盛岡女子
- 九州文化学園 2－1 八王子実践
- 細田学園 2－0 西日本短大附
- 大阪国際滝井 2－1 古川学園
- 四天王寺 2－0 相馬東
- 熊本信愛女子 2－0 城南

- 誠英 2－1 市立橘
- 金沢商業 2－1 豊橋中央
- 聖カタリナ女子 2－0 都城商業
- 大和南 2－0 中部商業
- 高知中央 2－0 札幌大谷
- 高崎商科大附 2－1 佐賀北
- 日本航空 2－0 臼杵
- 安田女子 2－1 市立川越

3回戦
- 大阪国際滝井 2－0 熊本信愛女子
- 四天王寺 2－1 九州文化学園
- 鹿屋中央 2－1 誠英
- 共栄学園 2－0 聖カタリナ女子

- 細田学園 2－1 大和南
- 日本航空 2－0 高知中央
- 安田女子 2－0 高崎商科大学附属
- 東九州龍谷 2－0 金沢商業

準々決勝
- 共栄学園 2－0 細田学園
- 東九州龍谷 2－0 四天王寺

- 大阪国際滝井 2－0 安田女子
- 鹿屋中央 2－1 日本航空

準決勝
- 東九州龍谷 3－0 共栄学園
- 大阪国際滝井 3－2 鹿屋中央

決勝
- 大阪国際滝井 3－1 東九州龍谷